# 旧阿讷西
旧阿讷西（法語：Annecy-le-Vieux，法語發音：[ansi lə vjø]）是法国东南部奥弗涅-罗讷-阿尔卑斯大区上萨瓦省的一个旧市镇，属于阿讷西区。2017年1月1日，旧阿讷西与邻近的4个市镇并入阿讷西。

## 地理
旧阿讷西（45°55'9"N, 6°8'31"E）面积17.01 平方千米，位于法国奥弗涅-罗讷-阿尔卑斯大区上萨瓦省，该省份为法国东部省份，历史上为薩伏依的一部分，北与瑞士接壤，西接安省，南至萨瓦省，东与瑞士和意大利接壤。
与旧阿讷西接壤的市镇（或旧市镇、城区）包括：阿莱克斯、阿尔戈奈、丹日圣克莱尔、梅泰西、梅泰、纳沃帕尔默朗、普兰日、滨湖韦里耶、维拉兹。
旧阿讷西的时区为UTC+01:00、UTC+02:00（夏令时）。

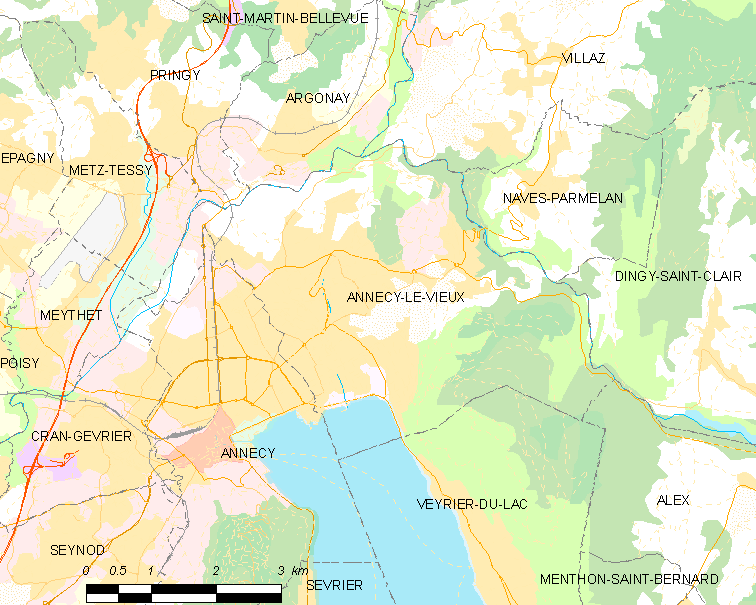
旧阿讷西的OSM定位图

## 行政
旧阿讷西的邮政编码为74940，INSEE市镇编码为74011。

## 政治
旧阿讷西所属的省级选区为阿讷西第三县。

## 人口

1962-2008年间旧阿讷西人口变化图示

旧阿讷西于2018年1月1日时的人口数量为21390人。